# Lenacyl
Lenacyl – organiczny związek chemiczny, pochodna uracylu stosowana jako herbicyd. Słabo rozpuszczalny w wodzie i większości rozpuszczalników organicznych. Jego działanie polega na hamowaniu fotosyntezy. Do rośliny wnika przez korzenie, a jego aktywność chwastobójcza silnie zależy od wilgotności. Stosowany do ochrony upraw buraków cukrowych, pastewnych i ćwikłowych, szpinaku, truskawki i poziomki oraz roślin ozdobnych, takich jak: bratek, liguster, narcyz, róża gruntowa, tawuła, tulipan. Gatunki wrażliwe: dymnica pospolita, gorczyca polna, jaskier polny, komosa biała, mak polny, niezapominajka polna, rdesty – powojowy i kolankowaty, starzec zwyczajny, szczaw polny, tasznik pospolity, wiechlina roczna, złocień polny. Jest herbicydem nieszkodliwym dla pszczół. W glebie ulega degradacji mikrobiologicznej.